# Mano Brown
Pedro Paulo Soares Pereira OMC (São Paulo, 22 de abril de 1970), mais conhecido como Mano Brown, é um rapper, compositor, empresário e apresentador brasileiro. Ele é um dos integrantes dos Racionais MC's, grupo de rap formado na capital paulista em 1988.
A revista Rolling Stone promoveu em outubro de 2008 a lista dos 100 maiores artistas da música brasileira, na qual Brown ficou no 28.° lugar. Brown se notabilizou por sua crítica à mídia de massa tradicional. Raramente concede entrevistas a jornais, revistas ou programas televisivos. Também são raras as vezes que os Racionais MC'S fizeram alguma apresentação na TV, exceto quando transmitidos em shows ao vivo. Suas letras tratam da realidade que ele viveu e presenciou nas favelas e periferias. Desde 2022, é apresentador do podcast Mano a Mano, para a plataforma de streaming Spotify, onde entrevista personalidades diversas e promove a discussão de temas como música, negritude, política, saúde e futebol.

## Biografia
Pedro Paulo Soares Pereira nasceu na cidade de São Paulo em 22 de abril de 1970. Brown é filho de Ana (falecida em 16 de dezembro de 2016), cresceu na periferia da cidade no bairro do Capão Redondo (Parque Santo Antonio), extremo sul de São Paulo. Mano Brown nunca conheceu seu pai, porém uma publicação revelou que seu pai possuía origens italianas. Quanto a dona Ana, Brown a homenageia em letras suas. Numa delas (Negro Drama), diz: "Aí, dona Ana, sem palavras, a senhora é uma rainha!".
Brown iniciou carreira solo em 2016, lançando seu primeiro CD no mês de dezembro do mesmo ano, denominado Boogie Naipe (mesmo nome da gravadora cujos proprietários são o rapper e sua ex esposa). Seu parceiro Lino Krizz faz participação em quase todas as músicas. Sua levada vai do soul ao funk das antigas e suas referências são Marvin Gaye entre outros artistas que tocavam nos bailes blacks dos anos 70 e 80.

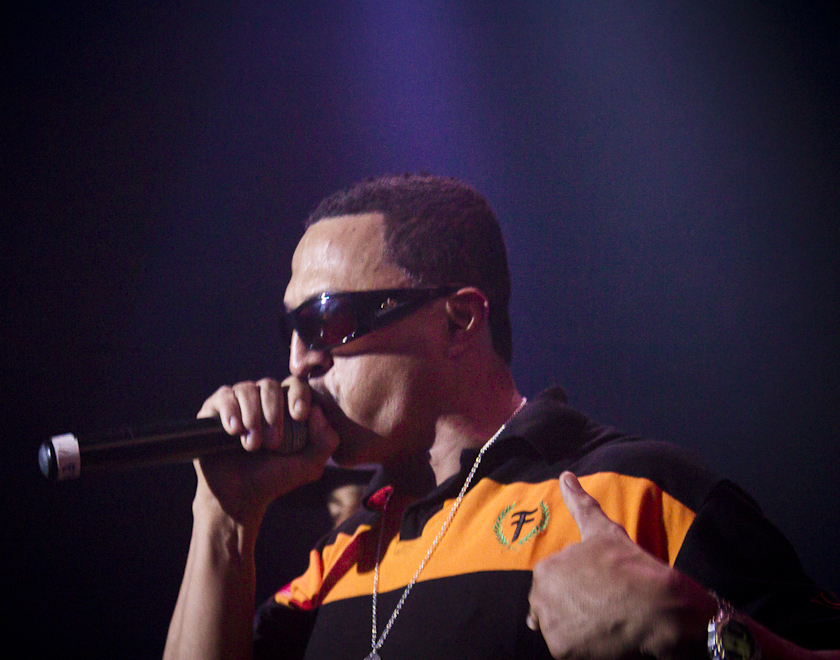
Ao vivo no Black Bom Bom (2012)

Mano Brown é autor de canções como Vida Loka I, Vida Loka II, Negro Drama (com Edi Rock), A Vida é Desafio, Jesus Chorou, Da Ponte pra Cá, Capítulo 4, Versículo 3, Tô Ouvindo Alguém Me Chamar, Diário de um Detento, Fórmula Mágica da Paz, Homem na Estrada, Fim de Semana no Parque (com Edi Rock), Mano Na Porta do Bar, Negro Limitado (com Edi Rock), Pânico na Zona Sul e Eu Sou 157.
Em 2015, Brown aceitou a parceria com o cantor Naldo Benny para juntos gravarem a canção Benny & Brown. O videoclipe foi gravado no Capão Redondo e no Complexo da Maré (onde Naldo cresceu), entre outras locações nas duas cidades (Rio de Janeiro e São Paulo).
Em 2016, a revista Rolling Stone Brasil elegeu Boogie Naipe como o 4º melhor disco brasileiro de 2016. Em 2017, a obra foi indicada ao Grammy Latino de 2017 de Melhor Álbum Pop Contemporâneo em Língua Portuguesa. Em agosto de 2021, lançou o podcast Mano a Mano.

#### Título de Doutor Honoris Causa
No dia 1 de novembro de 2023, o rapper foi agraciado com o título de Doutor Honoris Causa pela Universidade Federal do Sul da Bahia (UFSB). A cerimônia teve como palco o Teatro Municipal Candinha Dórea, na cidade de Itabuna, na região sul da Bahia, sede da reitoria. O título honorífico foi entregue e assinado pela Magnífica Reitora da instituição, Joana Angélica Guimaraes da Luz. A escolha de Mano Brown foi referendada pelo seu Conselho Universitário (CONSUNI) que aprovou a entrega do título por unanimidade. Nesta ocasião, Mano Brown disse que se considera "afro-baiano", porque sua mãe, Ana Soares, nasceu neste estado do Nordeste Brasileiro e migrou para São Paulo quando tinha 15 anos, indo em busca de melhores oportunidades. Ela morreu em 2016 aos 85 anos.
Já em 6 de março de 2025 foi agraciado com o título de Doutor Honoris Causa pelo Instituto de Filosofia e Ciências Humanas (IFCH) da Unicamp.

### Problemas com a justiça

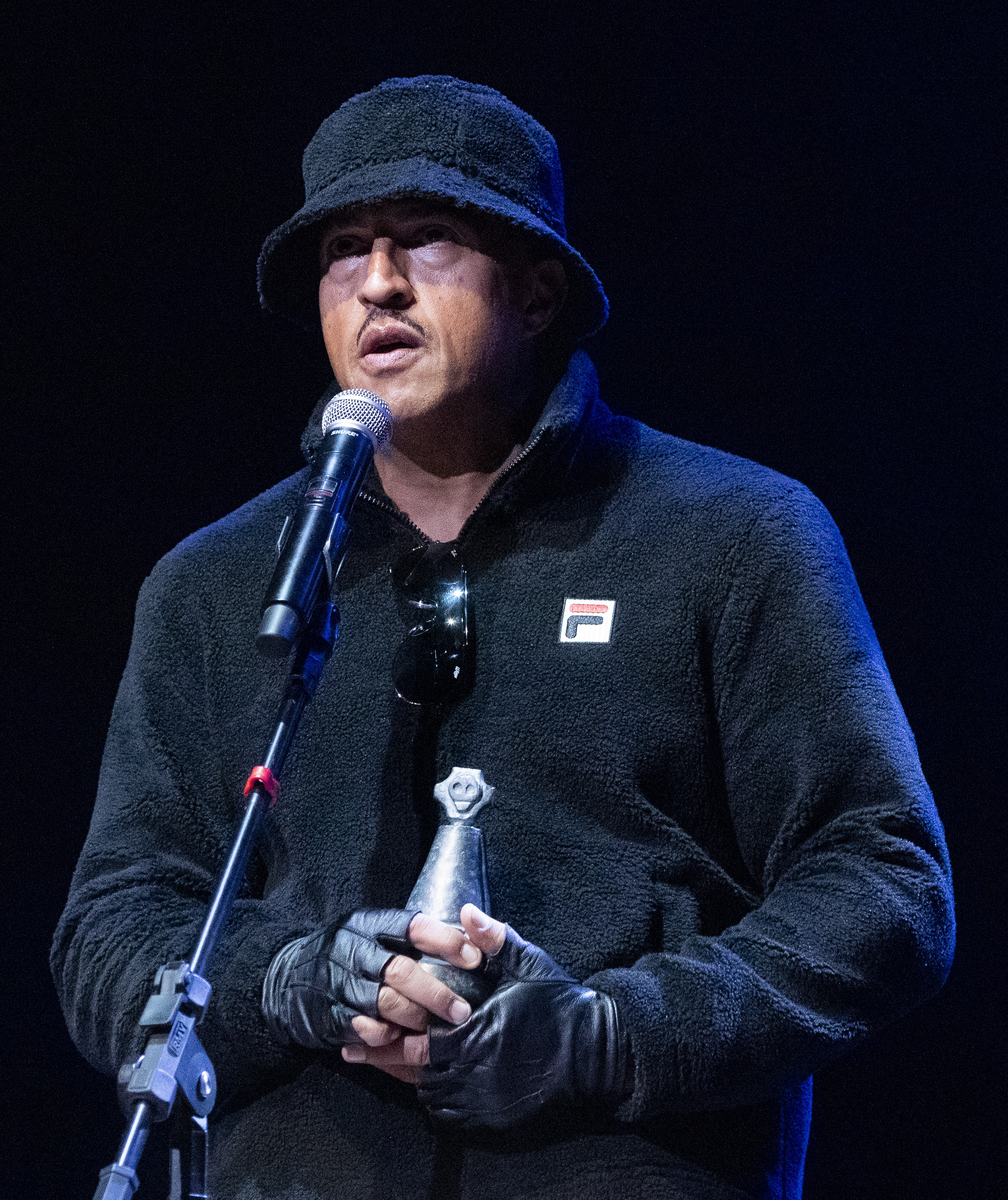
Brown recebendo o Prêmio APCA (2023)

Brown chegou a ser preso em 27 de julho de 2004 por desacato a autoridade ao tentar agredir policiais militares, após estes perseguirem o compositor até sua casa por terem descoberto um cigarro de maconha. No dia seguinte, foi solto após pagar fiança de R$ 60,00.
Em 2007, ele se envolveu em uma briga em um jogo do clube do time pelo qual torce, o Santos Futebol Clube, sendo também associado à Torcida Jovem do Santos. Foi detido e posteriormente solto por falta de provas. Segundo o que disse à revista, ele não se envolvia com o crime.
Em 6 de abril de 2015, Mano Brown foi detido por desacato, desobediência e resistência à prisão, após ser parado em uma Blitz da Polícia Militar no bairro de Vila Andrade, zona sul de São Paulo. Segundo a PM, a habilitação e o IPVA do veículo que dirigia estavam vencidos desde 2012. O então secretário de direitos humanos da cidade de São Paulo, Eduardo Suplicy, pronunciou-se em defesa de Brown, alegando abuso de autoridade por parte dos policiais que abordaram o rapper.

## Discografia

### Álbuns com Racionais MC's[21]
- (1990) Holocausto Urbano
- (1992) Escolha o Seu Caminho
- (1993) Raio-X do Brasil
- (1994) Racionais MC's
- (1997) Sobrevivendo no Inferno
- (2001) Racionais MC's Ao Vivo

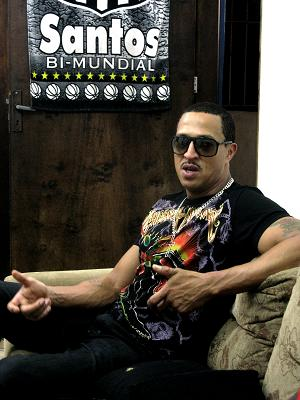
Mano Brown (2013)

- (2002) Nada como um Dia Após o Outro Dia
- (2006) 1000 Trutas, 1000 Tretas
- (2014) Cores & Valores

### Coletâneas
- (1994) Racionais MC's

### Álbuns ao vivo
- (2001) Racionais MC's Ao Vivo
- (2006) 1000 Trutas, 1000 Tretas
- (2023) Racionais 3 Décadas

### DVDs
- (2006) 1000 Trutas, 1000 Tretas

### Álbuns solo
- (2016) Boogie Naipe

## Prêmios e indicações

### Grammy Latino
| Ano  | Categoria                                           | Indicação    | Resultado |
| ---- | --------------------------------------------------- | ------------ | --------- |
| 2017 | Melhor Álbum Pop Contemporâneo em Língua Portuguesa | Boogie Naipe | Indicado  |